# 지하야성

지하야 성터

지하야성(일본어: 千早城 지하야조[*])은 오사카부 미나미카와치군 지하야아카사카촌 지하야에 있었던 연곽식 산성이다. 가마쿠라 시대 말기부터 남북조 시대에 존재했던 구스노키 마사시게의 성이었다. 사방이 절벽으로 둘러싸인 견성이다. 1934년 국가 사적으로 지정되었다.

## 역사
가마쿠라 시대 ~ 무로마치 시대
구스노키 마사시게는 자신의 본성 가미아카사카 성을 막부 군에게서 빼앗겼다. 1332년 마사시게는 가미아카사카 성의 배후에 지하야 성을 축조하였다. 이 무렵 마사시게는 곤고 산 일대를 요새화로 구축하여 지하야 성을 총지휘소로 삼았다. 그리고, 연말에 자신의 본성인 가미아카사카 성을 탈환하였다.
1333년 막부는 백만이라고 불릴 정도의 대군을 이끌고 지하야 성을 공격한다. 수성측 구스노키 군은 겨우 천여명이 안되는 병력으로 100일간을 버텼고 막부 군은 철퇴하였다. 《태평기》에서는 이 지하야 성 공방전을 묘사하고 있다. 짚으로 인형을 만들어 적군을 농락하고, 절벽을 오르는 적병에게는 활을 쏘거나 큰 나무나 바위를 굴려 격퇴하였다.
지하야 성에 발목이 잡힌 막부 군의 빈틈을 노려 간토에서 거병한 닛타 요시사다는 수비가 약해진 막부의 본거지 가마쿠라를 공격하였고, 가마쿠라 막부는 붕괴되었다.
겐무 신정이후, 남조 측의 구스노키 가문의 거성이 되었다. 1392년 북조 측의 하타케야마 모토쿠니의 공격에 함락되어 역사 속에서 사라졌다.
현대
- 1934년(쇼와 9년) 3월 13일 국가 사적으로 지정되었다.
- 2006년(헤세 18년) 4월 6일 일본 100대 명성에 선정되었다.

## 남아있는 건조물
구루와, 빈 해자로 추축되는 터가 있다. 성터에는 지하야 신사로 되어 사무소가 산노마루에, 신사가 니노마루에 있고, 그 안쪽으로 혼마루 터가 있다.

## 관광
교통
- 긴테쓰 돈다바야시 역에서 곤고 버스《지하야 로프웨이》행으로 환승, 《곤고 등산구》에서 하차, 등산구에서 혼마루까지 도보로 60분소요.

## 같이 보기
- 가미아카사카 성
- 시모아카사카 성
- 다키야마 성
- 겐코의 난